# کلود آوچینلک
کلود آوچینلک (انگلیسی: Claude Auchinleck; ۲۱ ژوئن ۱۸۸۴ – ۲۳ مارس ۱۹۸۱) یک فرمانده ارتش بریتانیا در طول جنگ جهانی دوم بود.
او یک نظامی حرفه‌ای بود که عمده دوران نظامی خود را در هند گذراند و اوایل سال ۱۹۴۱ فرمانده کل ارتش هند شد.
وی همچنین برندهٔ جوایزی همچون لژیون دونور (افسر بزرگ) شده‌است.